# Den míru
Den míru (v anglickém originále Day of the Dove) je sedmý díl třetí řady seriálu Star Trek. Premiéra epizody v USA proběhla 1. listopadu 1968, v České republice 13. června 2003.

## Příběh
Píše se hvězdné datum 5630.3 a USS Enterprise NCC-1701, vlajková loď Spojené federace planet pod vedením kapitána Jamese T. Kirka, doráží na místo, kde stála lidská kolonie Beta XII-A, odkud byl vyslán nouzový signál. Po příletu výsadek nenachází ani stopu po stovce kolonistů. Na orbitě se objevuje klingonská loď, která je ovšem značně poškozená. V tu chvíli je výsadek napaden klingony. Ti berou Kirka a ostatní členy výsadku za rukojmí a obviňují je z poškození klingonského plavidla. Po celou dobu je jakoby pozoruje neznámý blikající objekt.
Kang, vůdce klingonů, donutí Kirka, aby všechny přenesl na Enterprise, kterou hodlá zabrat. Spock však vyrozumí situaci a zatímco transportuje v pořádku členy Enterprise, nechává klingony ještě v paměti transportéru. Takto zajmou klingony z povrchu i z jejich rozpadající se lodi, ale rovněž i neznámou bytost. Každá strana podezírá tu druhou z prvního útoku. Navíc mezi členy posádky Enterprise se rozmáhá pocit nenávisti vůči klingonům a Pavel Čechov je dokonce přesvědčen, že klingoni mohou za smrt jeho bratra, ačkoliv pan Sulu jej zná natolik dobře, aby věděl, že Čechov je jedináček. Dalším prapodivný jev nastává, když klingonům se najednou objeví v rukou meče a zrovna tak členům Enterprise, což vede v částečné obsazení Enterprise klingony.
Kapitán Kirk už tuší, že něco není v pořádku a opravdu posléze Spock senzory objevuje na palubě lodi ještě jednu neznámou bytost. Situace několikrát vrcholí ve prospěch jedné, či druhé strany, ale náhlý zvrat vždy síly vyrovná. Kirkovi a Spockovi se podaří zaujmout Kangovu ženu, ale při snaze vyjednávat jí Kang je ochoten obětovat. Ačkoliv sama světélkující bytost viděla, stále je přesvědčena, že za vše může Hvězdná flotila. Enterprise je unášena nekontrolovatelně hlubokým vesmírem a po čase i Kangova žena chce neustálé boje ukončit. Kirk se s ní transportuje na místo, kde jsou klingoni. Kang však nechce věřit, že jde o nějakou bytost živenou násilnými emocemi. Začíná boj s meči a později se připojuje i zbytek posádky. Teprve když Kang vidí, že opravdu nikdo nemůže zemřít, začíná být zmaten. Kapitán mu objasňuje, že toto nemá mít konce a už vůbec ne vítěze.
Když boje ustanou, je zřejmé, že cizí objekt byl oslaben. Spock doporučuje ještě trochu dobré nálady a tak lidé společně s klingony vyhání neznámého tvora a hlasitě se u toho smějí. Světélkující objekt pak skutečně opouští Enterprise a mizí v hlubokém vesmíru.